# 2009 en football
Cet article présente les faits marquants de l'année 2009 en football.

## Janvier
- 3 janvier : Coupe de France, 32e de finale : grosse surprise avec l'élimination de Clermont (Ligue 2) par Schirrhein (club départemental de 7e division) sur le score de 4-2. Les clermontois menaient pourtant 2-0 à la mi-temps. À noter également l'élimination de Nancy (Ligue 1) par Romorantin (club de CFA - 4e division).
- 6 janvier : Carlos Bianchi devient le manageur général du club de Boca Juniors.
- 9 janvier : le brésilien Zico prend le poste d'entraîneur du CSKA Moscou.
- 11 janvier : 
  - Championnat d'Angleterre : Manchester United s'impose 3-0 sur Chelsea à Old Trafford.
  - Championnat de France : large victoire des Girondins de Bordeaux sur le Paris Saint-Germain (4-0).
- 16 janvier : Ramón Calderón démissionne de son poste de président du Real Madrid, à la suite d'accusations de fraude lors d'une assemblée générale du club.
- 21 janvier : le club anglais de Manchester City recrute le footballeur néerlandais Nigel de Jong en provenance du Hambourg SV. Le montant du transfert est proche de 20 millions d'euros.
- 24 janvier : Coupe de France, 16e de finale : fin de l'aventure pour les joueurs de Schirrhein (7e division), largement battus par le Toulouse Football Club (Ligue 1) sur le score de 8-0.
- 27 janvier : Coupe d'Allemagne, huitièmes de finale : à noter la large victoire du Bayern Munich sur le VfB Stuttgart (5-1).
- 28 janvier : le Feyenoord Rotterdam dévoile son nouvel entraîneur pour la saison 2009-2010 : il s'agit de l'ancien international néerlandais Mario Been, qui succédera à Gertjan Verbeek et à Leon Vlemmings.

## Février
- 1er février : Championnat d'Angleterre : Liverpool s'impose 2-0 sur Chelsea avec un doublé de Fernando Torres.
- 2 février : 
  - Daniel Jeandupeux devient le nouvel entraîneur du Mans. Il prend la succession d'Yves Bertucci qui devient son adjoint.
  - Le milieu offensif russe Andreï Archavine, révélation de l'Euro 2008, est transféré du Zénith Saint-Pétersbourg au club anglais d'Arsenal.
- 3 février : 
  - Javier Aguirre est démis de ses fonctions d'entraîneur de l'Atlético de Madrid. Abel Resino, ancien joueur du club, le remplace.
  - Sébastien Bazin devient le nouveau président du Paris Saint-Germain. Il prend la succession de Charles Villeneuve.
- 8 février : Championnat des Pays-Bas : à noter le prolifique score entre le PSV Eindhoven et le FC Volendam : 5-3 !
- 9 février : 
  - Luiz Felipe Scolari est limogé de son poste d'entraîneur de Chelsea. Guus Hiddink, le sélectionneur de la Russie, prend la relève quelques jours plus tard.
  - Tony Adams, entraîneur de Portsmouth, est remercié. Paul Hart assure l'intérim. « Pompey » occupe la 16e place de la Premier League après 24 journées de championnat.
- 15 février : Championnat d'Italie : l'Inter Milan s'impose 2-1 sur le Milan AC et conforte son avance en tête du Calcio.
- 21 février : Championnat d'Espagne : à noter la large victoire du Real Madrid sur le Betis Séville au Stade Santiago Bernabéu (6-1). Cette journée voit également la première défaite à domicile du FC Barcelone lors du derby contre l'Espanyol.
- 23 février : Michael Skibbe est limogé de son poste d'entraîneur de Galatasaray à la suite d'une série de mauvais résultats. Bülent Korkmaz, ancienne gloire du club, le remplace.
- 24 et 25 février : Ligue des champions, huitièmes de finale aller :
  - Atlético de Madrid 2-2 FC Porto
  - Olympique lyonnais 1-1 FC Barcelone
  - Arsenal 1-0 AS Rome
  - Inter Milan 0-0 Manchester United
  - Villarreal CF 1-1 Panathinaïkos
  - Real Madrid 0-1 Liverpool FC
  - Sporting Portugal 0-5 Bayern Munich
  - Chelsea FC 1-0 Juventus

## Mars
- 1er mars : 
  - Championnat d'Italie : à noter le prolifique match nul (3-3) entre l'Inter Milan et l'AS Rome.
  - Championnat d'Espagne : le FC Barcelone subit une deuxième défaite consécutive en Liga en s'inclinant 4-3 sur le terrain de l'Atlético Madrid.
  - Coupe de la Ligue anglaise, finale : Manchester United remporte la Carling Cup en s'imposant aux tirs au but devant Tottenham (0-0, 4-1 T.A.B.).
- 4 mars : Coupe de France, huitièmes de finale : le Rodez AF, club de National, crée la surprise en éliminant le Paris Saint-Germain, qui occupe alors la 2e place de la L1. Le score est de 3-1 après prolongation.
- 10 mars : 
  - Roberto Donadoni devient le nouvel entraîneur du SSC Naples. Il remplace Edoardo Reja.
  - Ligue des champions, huitièmes de finale retour. Les qualifiés sont en gras.
    - Panathinaïkos 1-2 Villarreal CF
    - Liverpool FC 4-0 Real Madrid
    - Bayern Munich 7-1 Sporting Portugal
    - Juventus 2-2 Chelsea FC
- 11 mars : Ligue des champions, huitièmes de finale retour. Les qualifiés sont en gras.
  - FC Porto 0-0 Atlético de Madrid
  - FC Barcelone 5-2 Olympique lyonnais
  - AS Rome 1-0 Arsenal (6-7 aux T.A.B)
  - Manchester United 2-0 Inter Milan
- 14 mars : 
  - Championnat d'Angleterre : Liverpool s'impose 4-1 sur la pelouse de Manchester United.
  - Championnat d'Allemagne : à noter le prolifique match nul entre Hanovre et le Borussia Dortmund (4-4).
- 15 mars : Championnat de France : au Parc des Princes, l'Olympique de Marseille s'impose 3-1 sur le Paris Saint-Germain.
- 21 mars : Championnat d'Italie : la Juventus l'emporte 4-1 sur l'AS Rome au Stadio olimpico.
- 22 mars : Championnat d'Espagne : à noter la très large victoire du FC Barcelone sur Málaga (6-0).
- 26 mars : Fred Rutten est limogé de son poste d'entraîneur de Schalke. Trois anciens joueurs du club le remplace jusqu'à la fin de la saison.

## Avril
- 1er avril : Tours préliminaires de la Coupe du monde 2010 : à noter la lourde défaite de l'Argentine face à la Bolivie (6-1). Ceci constitue la plus large défaite de lAlbiceleste lors d'un match éliminatoire de Coupe du monde.
- 2 avril : Alan Shearer devient le nouveau manageur de Newcastle. Il succède à Chris Hughton, qui assurait l'intérim de Joe Kinnear. Les Magpies occupent la 18e place de la Premier League après 30 journées de championnat.
- 4 avril : Championnat d'Allemagne : large victoire du VfL Wolfsburg sur le Bayern Munich (5-1).
- 7 avril : 
  - Paco Chaparro est limogé de son poste d'entraîneur du Betis Séville. José Maria Nogués, entraîneur de l'équipe réserve, le remplace.
  - Ligue des champions, quarts de finale aller : au stade El Madrigal, Vilarreal et Arsenal font match nul (1-1). Manchester United et le FC Porto font également match nul à Old Trafford sur le score de 2-2.
- 8 avril : Ligue des champions, quarts de finale aller : large victoire du FC Barcelone sur le Bayern de Munich (4-0) au Camp Nou. Lionel Messi est l'auteur d'un doublé. Dans l'autre rencontre de la soirée, le Liverpool Football Club s'incline 1-3 à domicile contre le club londonien de Chelsea. Branislav Ivanović inscrit deux buts en faveur des blues.
- 9 avril : Coupe de l'UEFA, quarts de finale aller :
  - Shakhtar Donetsk  2-0 Olympique de Marseille
  - Werder Brême 3-1 Udinese Calcio
  - Hambourg SV 3-1 Manchester City
  - Paris SG 0-0 Dynamo Kiev
- 11 avril : Championnat d'Italie : dans le derby romain, la Lazio s'impose 4-2 sur la Roma. Ce match est notamment marqué par trois expulsions.
- 14 avril : Ligue des champions, quarts de finale retour : match prolifique entre Chelsea et Liverpool (4-4) avec notamment un doublé de Frank Lampard. Chelsea est qualifié grâce à sa victoire lors du match aller et rencontrera le FC Barcelone qui a fait match nul (1-1) sur la pelouse du Bayern de Munich.
- 15 avril : Ligue des champions, quarts de finale retour : Arsenal s'impose 3-0 à domicile face à Villarreal et valide son ticket pour les demi-finales. Même chose pour Manchester United qui bat le FC Porto 1-0 à l'Estádio do Dragão.
- 16 avril : Coupe de l'UEFA, quarts de finale retour. Les qualifiés pour les demis sont en gras :
  - Dynamo Kiev 3-0 Paris SG
  - Olympique de Marseille 1-2 Shakhtar Donetsk
  - Manchester City 2-1 Hambourg SV
  - Udinese Calcio 3-3 Werder Brême
- 17 avril : le PSV Eindhoven dévoile son nouvel entraîneur pour la saison 2009-2010 : il s'agit de Fred Rutten, l'ancien entraîneur de Schalke.
- 21 avril : 
  - Championnat d'Angleterre : spectaculaire match nul entre Liverpool et Arsenal : 4-4 ! Andreï Archavine inscrit 4 buts en faveur des Gunners.
  - Coupe de France, demi-finale : victoire du Stade rennais sur le Grenoble Foot 38 au Stade des Alpes (1-0).
- 22 avril, Coupe de France, demi-finale : l'En Avant de Guingamp (Ligue 2) crée la surprise en battant le Toulouse Football Club (L1) sur le score de 2-1. On assistera donc à une finale 100 % bretonne entre Rennes et Guingamp.
- 25 avril : Coupe de la Ligue, finale : les Girondins de Bordeaux (Ligue 1) remportent la Coupe en s'imposant largement 4-0 sur le club de Vannes (Ligue 2). C'est la troisième coupe de la Ligue remportée par les marines et blancs.
- 26 avril : Championnat d'Espagne : le Real Madrid s'impose 4-2 sur la pelouse du FC Séville, avec notamment un triplé de Raúl.
- 27 avril : Jürgen Klinsmann est démis de ses fonctions d'entraîneur du Bayern de Munich après des résultats catastrophiques entre mars et avril (perte de la 1re place en Bundesliga, élimination en Ligue des champions contre le Barça) et une ultime défaite à domicile face à Schalke 04 deux jours plus tôt.
- 28 avril : Ligue des champions, demi-finale aller : le FC Barcelone et Chelsea font match nul (0-0) au Camp Nou.
- 29 avril : Ligue des champions, demi-finale aller : à Old Trafford, Manchester United s'impose 1-0 sur Arsenal grâce à un but de John O'Shea.
- 30 avril : Coupe UEFA, demi-finales aller : 
  - Dynamo Kiev 1-1 Shakhtar Donetsk
  - Werder Brême 0-1 Hambourg SV

## Mai
- 2 mai : Championnat d'Espagne : à Santiago Bernabéu, le Real Madrid se fait battre par son ennemi de toujours, le FC Barcelone, sur le lourd score de 6-2. Thierry Henry et Lionel Messi inscrivent deux doublés en faveur du Barça.
- 5 mai : 
  - L'Olympique de Marseille annonce l'arrivée de Didier Deschamps au poste d'entraîneur, et ce à compter du mois de juin. Deschamps succédera à Éric Gerets, qui a annoncé son départ.
  - Ligue des champions, demi-finale retour : Manchester United se qualifie pour la finale en battant le club d'Arsenal (1-3) à l'Emirates Stadium, avec notamment un doublé de Cristiano Ronaldo. Manchester disputera donc sa deuxième finale consécutive de Ligue des champions.
- 6 mai : 
  - Marco van Basten démissionne de son poste d'entraîneur de l'Ajax Amsterdam, à la suite de la non-qualification du club pour la prochaine édition de la Ligue des champions. L'Ajax annonce le nom de son successeur le 26 mai : il s'agit de Martin Jol.
  - Ligue des champions, demi-finale retour : à Stamford Bridge, le FC Barcelone arrache le match nul (1-1) face au club de Chelsea. Barcelone se qualifie pour la finale au bénéfice des buts inscrits à l'extérieur.
- 7 mai : Coupe de l'UEFA, demi-finales retour : le Chakhtior Donetsk gagne 2-1 contre le Dynamo Kiev et le Werder Brême l'emporte 3-2 sur la pelouse de Hambourg. Les deux finalistes de la coupe de l'UEFA sont donc le Chakhtior Donetsk et le Werder Brême.
- 9 mai : Coupe de France, finale : Au Stade de France, la finale de la Coupe de France oppose pour la première fois deux équipes bretonnes, le Stade rennais (Ligue 1) et l'En Avant de Guingamp (Ligue 2). Et c'est Guingamp qui crée la surprise en s'imposant sur le score de 2 buts à 1. Ce n'est que la deuxième fois (après Le Havre en 1958-1959), que l'on voit un club de deuxième division remporter le trophée.
- 10 mai : 
  - Championnat d'Angleterre : Chelsea s'impose 4-1 sur la pelouse d'Arsenal.
  - Championnat d'Italie : le Milan AC et la Juventus font match nul (1-1) à San Siro.
  - Le FC Porto est sacré champion du Portugal, et ce pour la quatrième saison consécutive.
- 13 mai : 
  - Coupe d'Italie, finale : la Lazio de Rome remporte le trophée en battant la Sampdoria de Gênes aux tirs au but (1-1 et 6-5 T.A.B). C'est le premier titre pour la Lazio depuis l'année 2004.
  - Coupe d'Espagne, finale : le FC Barcelone remporte la coupe en battant largement l'Athletic Bilbao sur le score de 4-1.
- 16 mai : 
  - Le FC Barcelone est sacré champion d'Espagne. C'est le 19e titre de champion pour les catalans.
  - Manchester United est sacré champion d'Angleterre. C'est le troisième titre de champion consécutif pour les Red Devils. Le record des 18 titres de champion de Liverpool est égalé.
  - L'Inter Milan est sacré championne d'Italie, et ce pour la 4e fois d'affilée.
- 17 mai : 
  - Championnat de France : le choc entre l'OM et OL se solde par une victoire (1-3) des lyonnais au Stade Vélodrome.
  - Michael Frontzeck est limogé de son poste d'entraîneur de l'Arminia Bielefeld à la suite d'une lourde défaite (0-6) sur le terrain du Borussia Dortmund.
  - Ronald Koeman devient le nouvel entraîneur de l'AZ Alkmaar. Il remplace Louis van Gaal, qui rejoint le prestigieux Bayern de Munich afin de remplacer Jürgen Klinsmann.
- 18 mai : Claudio Ranieri est limogé de son poste d'entraîneur de la Juventus. Ciro Ferrara, entraîneur des équipes de jeunes de la Juventus, le remplace.
- 20 mai : Coupe UEFA, finale : Le Chakhtior Donetsk remporte la Coupe de l'UEFA en s'imposant 2-1 après prolongation sur le Werder Brême. C'est la première fois que l'on voit un club ukrainien remporter le trophée.
- 22 mai : Coupe UEFA féminine, finale : le FCR 2001 Duisburg remporte la Coupe de l'UEFA féminine face aux Russes de Zvezda 2005. C'est la première fois que le club allemand remporte cette compétition.
- 23 mai : 
  - Coupe de Belgique, finale : le KRC Genk remporte la Coupe en battant le FC Malines (2-0). C'est la 3e Coupe de Belgique remportée par le club de Genk.
  - Le VfL Wolfsburg est sacré champion d'Allemagne. C'est la première fois que le club remporte le titre de champion. Dans la foulée, les dirigeants dévoilent le nouvel entraîneur du club pour la saison 2009-2010 : il s'agit d'Armin Veh, l'ancien entraineur de Stuttgart. Il succédera à Felix Magath, qui partira entraîner le FC Schalke 04.
- 24 mai : 
  - Didier Ollé-Nicolle devient le nouvel entraîneur de l'OGC Nice pour la saison 2009/2010.
  - Newcastle United est relégué en 2e division anglaise. Le club évoluait en Premier League depuis l'année 1993.
  - Le Standard de Liège est sacré champion de Belgique après 2 test-matchs face au RSC Anderlecht.
- 25 mai : 
  - Gordon Strachan est démis de ses fonctions de manageur du Celtic Glasgow. Tony Mowbray le remplace quelques jours plus tard.
  - L'ancien footballeur géorgien Temuri Ketsbaia devient le nouvel entraîneur de l'Olympiakos Le Pirée. Il succède à Ernesto Valverde.
- 26 mai : 
  - Le footballeur brésilien Diego rejoint le club de la Juventus en provenance du Werder Brême. Le transfert s'élève à près de 25 millions d'euros.
  - Le Bayern Munich achète l'avant-centre allemand Mario Gómez pour la somme de 35 millions d'euros. Le montant de ce transfert constitue un record pour un club de Bundelisga.
  - Valeri Gazzaev, ancien entraîneur du CSKA Moscou, devient le nouveau manageur du Dynamo Kiev. Il remplace Iouri Siomine.
- 27 mai : Ligue des champions de l'UEFA, finale : au stade olympique de Rome, le FC Barcelone remporte la troisième Ligue des champions de son histoire en battant le tenant du titre, les Anglais de Manchester United, sur le score de 2-0 (buts de Samuel Eto'o et de Lionel Messi). Le club catalan réalise ainsi le triplé Coupe / Championnat / Ligue des champions, soit la même chose que Manchester United lors de la saison 1998/1999.
- 29 mai : Antoine Kombouaré prend le poste d'entraîneur du PSG pour la saison 2009-2010.
- 30 mai : 
  - Coupe d'Angleterre, finale : Chelsea remporte la 5e Coupe d'Angleterre de son histoire en s'imposant en finale face au club d'Everton (2-1).
  - Coupe d'Allemagne, finale : Le Werder Brême remporte la Coupe d'Allemagne en battant le club du Bayer Leverkusen sur le score de 1-0.
  - Les Girondins de Bordeaux sont sacrés champion de France avec 3 points d'avance sur l'Olympique de Marseille et 9 sur l'Olympique lyonnais. C'est le sixième titre de champion pour les Girondins. Au cours de ce championnat les joueurs bordelais auront réalisé une série inédite de 11 victoires d'affilée.
- 31 mai : l'ancien footballeur brésilien Leonardo devient le nouvel entraîneur du Milan AC. Il prend la succession de Carlo Ancelotti.

## Juin
- 1er juin : 
  - Carlo Ancelotti prend le poste de manageur de Chelsea.
  - Manuel Pellegrini devient le nouvel entraîneur du Real Madrid.
- 2 juin : 
  - Ernesto Valverde devient le nouvel entraîneur du club espagnol de Villarreal.
  - Paulo Duarte, le sélectionneur du Burkina Faso, prend les rênes de l'équipe du Mans.
  - L'entraîneur allemand Christoph Daum prend les commandes du club turc de Fenerbahçe. Il remplace l'espagnol Luis Aragonés.
  - Frédéric Antonetti prend le poste d'entraîneur du Stade rennais. Il remplace Guy Lacombe, qui part entraîner l'AS Monaco.
- 3 juin : 
  - L'entraîneur français Philippe Montanier s'engage pour 3 saisons en faveur du club de Valenciennes.
  - Steve Bruce devient le nouveau manageur de Sunderland.
- 5 juin : 
  - Michael Skibbe devient le nouvel entraîneur de l'Eintracht Francfort.
  - Frank Rijkaard, l'ancien entraîneur du FC Barcelone, prend le poste de manageur de Galatasaray.
  - Bruno Labbadia, entraîneur du Bayer Leverkusen, est nommé manageur du club de Hambourg. C'est Jupp Heynckes qui lui succède à Leverkusen.
  - Walter Zenga prend les rênes de l'équipe de l'US Palerme.
- 8 juin : le footballeur brésilien Kaká est transféré du Milan AC au Real Madrid pour la somme de 67 millions d'euros. Kaká devient par la même occasion le footballeur brésilien le plus cher de l'histoire.
- 9 juin : Gernot Rohr devient le nouvel entraîneur du FC Nantes. Il succède à Élie Baup.
- 11 juin : le footballeur portugais Cristiano Ronaldo quitte le club de Manchester United et rejoint l'équipe espagnole du Real Madrid. Le montant du transfert s'élève à 94 millions d'euros, ce qui constitue un record. Le précédent record appartenait à Zidane (acheté pour 75 millions d'€ en 2001).
- 15 juin : 
  - Davide Ballardini est nommé entraîneur de la Lazio Rome. Il succède à Delio Rossi.
  - Roberto Martínez devient le nouveau manageur du club anglais de Wigan.
- 16 juin : Jorge Jesus prend le poste d'entraîneur du Benfica Lisbonne en remplacement de Quique Sánchez Flores.
- 20 juin : Muricy Ramalho est limogé de son poste d'entraîneur du São Paulo Futebol Clube. Ricardo, l'ancien entraîneur de Monaco, le remplace.
- 22 juin : Jean-Claude Dassier devient le nouveau président de l'Olympique de Marseille. Il remplace Pape Diouf.
- 24 juin : le défenseur espagnol Raúl Albiol est transféré du FC Valence au Real Madrid. Il s'agit de la troisième recrue du club madrilène.
- 28 juin, Coupe des confédérations, finale : le Brésil remporte la Coupe des confédérations qui se déroule en Afrique du Sud.
- 30 juin : l'Inter Milan recrute l'attaquant argentin Diego Milito en provenance du Genoa CFC.

## Principaux champions nationaux 2008-2009
- Algérie : Entente sportive de Sétif
- Allemagne : VfL Wolfsburg
- Angleterre : Manchester United
- Autriche : Salzbourg
- Belgique : Standard de Liège
- Écosse : Glasgow Rangers
- Espagne : FC Barcelone
- France : Girondins de Bordeaux
- Grèce : Olympiakos Le Pirée
- Hongrie : Debrecen VSC
- Italie : Inter Milan
- Maroc : Raja de Casablanca
- Pays-Bas : AZ Alkmaar
- Pologne : Wisła Cracovie
- Portugal : FC Porto
- République tchèque : SK Slavia Prague
- Roumanie : Unirea Valahorum Urziceni
- Sénégal : ASC Linguère
- Suisse : FC Zurich
- Tunisie : Espérance sportive de Tunis
- Turquie : Beşiktaş JK
- Ukraine : Dynamo Kiev

## Juillet
- 1er juillet : Alfio Basile devient le nouvel entraîneur du CA Boca Juniors. Il remplace Carlos Ischia.
- 2 juillet : 
  - Le footballeur français Karim Benzema est transféré de l'Olympique lyonnais au Real Madrid pour un montant de 35 millions d'euros.
  - L'Olympique de Marseille recrute le footballeur argentin Lucho González en provenance du FC Porto. Le transfère s'élève à plus de 18 millions d'euros, ce qui constitue un record pour le club phocéen.
- 3 juillet : Michael Owen, attaquant de Newcastle, libre de tout contrat, signe officiellement en faveur de Manchester United pour une durée de deux ans.
- 4 juillet : décès de Robert Louis-Dreyfus, actionnaire majoritaire de l'Olympique de Marseille, à l'âge de 63 ans.
- 6 juillet : le footballeur russe Yuri Zhirkov signe un contrat de 4 ans en faveur du club londonien de Chelsea. L'indemnité de transfert versée au CSKA Moscou s'élève à plus de 20 millions d'euros, ce qui fait de lui le joueur russe le plus cher de l'histoire.
- 7 juillet : l'attaquant argentin Lisandro López quitte le FC Porto et signe un contrat de 5 ans en faveur de l'Olympique lyonnais. Le montant du transfert dépasse les 24 millions d'euros, ce qui constitue un record pour ce club.
- 10 juillet : le milieu défensif camerounais Stéphane Mbia s'engage pour 4 saisons en faveur de l'Olympique de Marseille.
- 13 juillet : le footballeur argentin Carlos Tévez signe un contrat de 5 ans en faveur du club anglais de Manchester City.
- 15 juillet : 
  - Le footballeur brésilien Michel Bastos est transféré du Lille OSC à l'Olympique lyonnais pour la somme de 18 millions d'euros.
  - Copa Libertadores, finale retour : le club argentin de l'Estudiantes de La Plata remporte la Copa Libertadores. Le finaliste de l'épreuve se nomme le Cruzeiro Esporte Clube.
- 16 juillet : le défenseur international brésilien Lúcio est transféré du Bayern Munich à l'Inter Milan.
- 18 juillet : 
  - L'attaquant togolais Emmanuel Adebayor est transféré du club anglais d'Arsenal à celui de Manchester City. La transaction est évaluée à 29 millions d'euros.
  - Le footballeur français Aly Cissokho est transféré du Futebol Clube do Porto à l'Olympique lyonnais.
- 26 juillet : 
  - À Montréal, les Girondins de Bordeaux remporte le Trophée des champions en battant l'En Avant de Guingamp sur le score de 2 à 0.
  - Gold Cup, finale : le Mexique remporte la Coupe en battant les États-Unis sur le lourd score de 5-0. C'est la cinquième Gold Cup remportée par les Mexicains.
- 29 juillet : 
  - Le footballeur camerounais Samuel Eto'o est transféré du FC Barcelone à l'Inter Milan. En parallèle, le Suédois Zlatan Ibrahimović effectue le chemin inverse et le Barça offre en plus 40 millions d'euros aux Nerazzurri.
  - Le défenseur ivoirien Kolo-Touré est transféré du club anglais d'Arsenal à celui de Manchester City.

## Août
- 2 août, Championnat d'Europe des moins de 19 ans 2009, finale : l'équipe d'Ukraine des moins de 19 ans est sacrée championne d'Europe en battant l'équipe d'Angleterre des moins de 19 ans. Le score est de 2 à 0.
- 5 août : le footballeur espagnol Xabi Alonso est transféré de Liverpool au Real Madrid. La transaction s'élève à 30 millions d'euros. Pour le remplacer, Liverpool recrute Alberto Aquilani en provenance de l'AS Rome.
- 6 août : l'attaquant néerlandais Klaas-Jan Huntelaar est transféré du Real Madrid au Milan AC.
- 8 août : au Stade national de Pékin, la Lazio Rome remporte la Supercoupe d'Italie en battant l'Inter Milan (2-1).
- 9 août : Chelsea remporte le Community Shield en battant Manchester United aux Tirs au but (2-2 et 4 pénalties à 1).
- 15 août : reprise du championnat d'Angleterre avec notamment une large victoire d'Arsenal sur Everton, 6-1.
- 20 août : le footballeur espagnol Álvaro Negredo est transféré du Real Madrid au FC Séville. Le Real conserve cependant une clause de rachat sur le joueur.
- 23 août : le FC Barcelone remporte la Supercoupe d'Espagne en battant l'Athletic Bilbao sur le score de 2-1 puis de 3-0.
- 24 août : Manchester City recrute le défenseur international anglais Joleon Lescott en provenance d'Everton. La transaction dépasse les 25 millions d'euros.
- 27 août : le footballeur néerlandais Wesley Sneijder quitte le Real Madrid et rejoint le club italien de l'Inter Milan.
- 28 août : à Monaco, le FC Barcelone remporte la Supercoupe d'Europe en battant le Chakhtior Donetsk sur le score de 1 à 0. L'unique but de la partie est inscrit par le jeune Pedro.
- 29 août : 
  - Championnat d'Italie, 2e journée : à noter la très large victoire de l'Inter Milan sur le Milan AC (4-0).
  - Championnat d'Angleterre, 4e journée : Manchester United s'impose 2-1 sur le club londonien d'Arsenal.
- 30 août : 
  - Championnat de France, 4e journée : match nul (0-0) entre Marseille et Bordeaux au Stade Vélodrome. Ce match nul vient clore une série de 14 victoires consécutives en championnat pour les bordelais ce qui constitue un record en L1.
  - Championnat de Belgique, 5e journée : le premier choc de la saison entre le RSC Anderlecht et le Standard de Liège se termine sur le score de 1-1. Au cours de cette rencontre, le polonais Marcin Wasilewski est victime d'une double fracture de la jambe à la suite d'un contact avec le Belge Axel Witsel. L'international belge écope de huit matchs de suspensions en appel.
  - Le FC Barcelone recrute le défenseur ukrainien Dmytro Chygrynskyi en provenance du Chakhtior Donetsk. Le transfert est de 25 millions d'euros et Chygrynskyi devient ainsi le tout premier joueur ukrainien à évoluer sous les couleurs de Barcelone.

## Septembre
- 1er septembre : Luciano Spalletti démissionne de son poste d'entraîneur de l'AS Rome. Claudio Ranieri le remplace. Le club romain vient de perdre ses deux premiers matchs de championnat.
- 3 septembre : le club anglais de Chelsea se voit interdit de recrutement jusqu'en janvier 2011 par la FIFA. Cette interdiction fait suite à l'affaire Gaël Kakuta : le joueur, alors âgé de 16 ans et sous contrat avec le RC Lens, avait en effet été "débauché" par les Blues, sans que le club nordiste ne reçoive une quelconque indemnité de transfert ou de formation.
- 9 septembre : Franky Vercauteren démissionne du poste d'entraîneur de l'équipe de Belgique après une défaite 2-1 en Arménie. Dick Advocaat le remplace.
- 10 septembre : 
  - Juande Ramos devient le nouvel entraîneur du CSKA Moscou.
  - Championnat d'Europe féminin, finale : l'Équipe d'Allemagne de football féminin remporte son 5e sacre européen consécutif en battant l'équipe d'Angleterre sur le large score de 6-2.
- 12 septembre, Championnat d'Angleterre : Manchester City s'impose largement (4-2) sur Arsenal.
- 15 septembre, Ligue des champions, 1re journée :
  - Groupe A : Juventus 1-1 Girondins de Bordeaux
  - Groupe C : FC Zurich 2-5 Real Madrid
  - Groupe C : Olympique de Marseille 1-2 Milan AC
  - Groupe D : Chelsea FC 1-0 FC Porto
- 16 septembre, Ligue des champions, 1re journée :
  - Groupe E : Olympique lyonnais 1-0 AC Fiorentina
  - Groupe F : Inter Milan 0-0 FC Barcelone
  - Groupe H : Standard de Liège 2-3 Arsenal FC
- 20 septembre : 
  - Championnat d'Angleterre : à noter le prolifique match entre Manchester United sur Manchester City (4-3).
  - Championnat d'Espagne : le FC Barcelone l'emporte 5-2 sur l'Atlético de Madrid grâce à notamment un doublé de Lionel Messi.
- 29 septembre, Ligue des champions, 2e journée :
  - Groupe E : Debrecen VSC 0-4 Olympique lyonnais
  - Groupe F : FC Barcelone 2-0 Dynamo Kiev
  - Groupe G : Glasgow Rangers 1-4 FC Séville
- 30 septembre, Ligue des champions, 2e journée :
  - Groupe A : Bayern Munich 0-0 Juventus
  - Groupe A : Girondins de Bordeaux 1-0 Maccabi Haïfa
  - Groupe B : Manchester United 2-1 VfL Wolfsburg
  - Groupe C : Real Madrid 3-0 Olympique de Marseille
  - Groupe C : Milan AC 0-1 FC Zurich
  - Groupe D : FC Porto 2-0 Atlético de Madrid

## Octobre
- 3 octobre, Championnat de France : à Geoffroy-Guichard, l'AS Saint-Étienne crée la surprise en s'imposant 3-1 sur les Girondins de Bordeaux. Les joueurs bordelais étaient invaincus depuis 22 rencontres toutes compétitions confondues.
- 4 octobre, Championnat d'Angleterre : Chelsea s'impose 2-0 sur le club de Liverpool et Arsenal s'impose largement (6-2) sur les Blackburn Rovers.
- 6 octobre : Roberto Donadoni est limogé de son poste d'entraîneur du SSC Naples. Walter Mazzarri le remplace.
- 14 octobre, qualifications pour la Coupe du monde 2010 : plusieurs nations obtiennent leur billet pour la Coupe du monde organisée en Afrique du Sud dont l'Argentine de Diego Maradona, la Suisse ou la Slovaquie. En parallèle, l'Espagne obtient sa dixième victoire en autant de matchs qualificatifs, chose qu'aucune autre équipe n'avait réussi auparavant.
- 20 octobre, Ligue des champions, 3e journée :
  - Groupe E : Liverpool FC 1-2 Olympique lyonnais
  - Groupe F : FC Barcelone 1-2 Roubine Kazan
  - Groupe H : Olympiakos Le Pirée 2-1 Standard de Liège
- 21 octobre, Ligue des champions, 3e journée :
  - Groupe A : Girondins de Bordeaux 2-1 Bayern Munich
  - Groupe B : CSKA Moscou 0-1 Manchester United
  - Groupe C : Real Madrid 2-3 Milan AC
  - Groupe C : FC Zurich 0-1 Olympique de Marseille
  - Groupe D : Chelsea FC 4-0 Atlético de Madrid
- 24 octobre : Quique Sánchez Flores devient le nouvel entraîneur de l'Atlético Madrid. Il succède à Abel Resino, limogé à cause du très mauvais début de saison du club.
- 25 octobre : 
  - Championnat de France : à la suite de la contraction de la grippe H1N1 par trois joueurs du PSG, le clasico à Marseille est reporté.
  - Championnat d'Angleterre : Liverpool s'impose 2-0 sur Manchester United grâce à un but de Fernando Torres et un autre inscrit en toute fin de match par David N'Gog.
- 27 octobre, Coupe d'Espagne, 16e de finale aller : grosse surprise avec Alcorcon, modeste club de 3e division, qui bat le Real Madrid sur le score de 4-0.

## Novembre
- 3 novembre, Ligue des champions, 4e journée :
  - Groupe A : Bayern Munich 0-2 Girondins de Bordeaux
  - Groupe B : Manchester United 3-3 CSKA Moscou
  - Groupe C : Milan AC 1-1 Real Madrid
  - Groupe C : Olympique de Marseille 6-1 FC Zurich
  - Groupe D : Atlético de Madrid 2-2 Chelsea FC
- 4 novembre, Ligue des champions, 4e journée :
  - Groupe E : Olympique lyonnais 1-1 Liverpool FC
  - Groupe H : Standard de Liège 2-0 Olympiakos Le Pirée
- 6 novembre : Paulo Bento démissionne de son poste d'entraîneur du Sporting Portugal. Carlos Carvalhal le remplace le 15 novembre.
- 7 novembre : 
  - Ligue des champions de l'AFC, finale : le club sud-coréen des Pohang Steelers remporte la Ligue des champions d'Asie en battant le club saoudien d'Al Ittihad Djeddah.
  - Ligue des champions de la CAF, finale : le club congolais du Tout Puissant Mazembe remporte la Ligue des champions d'Afrique en battant l'Heartland Football Club (Nigeria).
- 8 novembre : 
  - Championnat d'Angleterre : Chelsea s'impose 1-0 sur Manchester United grâce à un but de John Terry.
  - Championnat de France : match d'anthologie au Stade de Gerland pour clore la 13e journée, où l'Olympique lyonnais et l'Olympique de Marseille se quittent sur un incroyable score de 5-5 avec notamment quatre buts inscrits dans les dix dernières minutes.
- 9 novembre : Juan Carlos Mandia est limogé de son poste d'entraîneur du Racing Santander.
- 15 novembre, Coupe du monde des moins de 17 ans, finale : l'équipe de Suisse des moins de 17 ans remporte la Coupe du monde des moins de 17 ans en battant l’Équipe du Nigeria des moins de 17 ans sur le score de 1-0.
- 16 novembre : George Burley est démis de ses fonctions de sélectionneur de l'équipe d'Écosse.
- 21 novembre, Championnat d'Allemagne : festival de buts au Weserstadion, où le Werder Brême s'impose 6-0 sur le SC Fribourg.
- 22 novembre : 
  - Championnat d'Angleterre : à noter la très large victoire de Tottenham sur le club de Wigan (9-1). Jermain Defoe est l'auteur de cinq buts.
  - Championnat d'Italie : prolifique match entre le Milan AC et Cagliari. Les milanais s'imposent 4-3 au terme d'une rencontre à suspense.
- 23 novembre : Walter Zenga est limogé de son poste d'entraîneur de l'US Palerme. Delio Rossi, ancien manageur de la Lazio, lui succède.
- 24 novembre, Ligue des champions, 5e journée :
  - Groupe E : AC Fiorentina 1-0 Olympique lyonnais
  - Groupe F : FC Barcelone 2-0 Inter Milan
  - Groupe H : Arsenal FC 2-0 Standard de Liège
- 25 novembre, Ligue des champions, 5e journée :
  - Groupe A : Girondins de Bordeaux 2-0 Juventus
  - Groupe C : Milan AC 1-1 Olympique de Marseille
- 26 novembre : au surlendemain de l'éviction de Paul Hart, Portsmouth, lanterne rouge de la Premier League, officialise l'arrivée du manageur Avraham Grant, récemment passé par Chelsea.
- 29 novembre :
  - Championnat d'Espagne :  le FC Barcelone s'impose 1-0 sur le Real Madrid et prend la tête du classement de la Liga. L'unique but de la partie est marqué par le joueur suédois Zlatan Ibrahimović.
  - Championnat d'Angleterre : Chelsea s'impose 3-0 à l'extérieur sur le club d'Arsenal et conforte son avance en tête de la Premier League.

## Décembre
- 1er décembre : sans surprise, le footballeur argentin du FC Barcelone, Lionel Messi, reçoit le Ballon d'or 2009.
- 3 décembre : Jean-Marc Furlan devient le nouvel entraîneur du FC Nantes en remplacement de Gernot Rohr.
- 5 décembre, Championnat d'Angleterre : Manchester City s'impose 2 buts à 1 sur le club de Chelsea.
- 6 décembre : 
  - Championnat de France : prolifique match entre Lille et Lyon. Les lillois s'imposent 4-3 malgré un triplé de Lisandro et une avance de deux buts à la pause pour l'OL.
  - Markus Babbel est démis de son poste de manageur du VfB Stuttgart. Le suisse Christian Gross le remplace.
- 8 décembre, Ligue des champions, 6e journée. Les qualifiés pour les huitièmes sont en gras.
  - Groupe A : Maccabi Haïfa 0-1 Girondins de Bordeaux
  - Groupe A : Juventus 1-4 Bayern Munich
  - Groupe C : Olympique de Marseille 1-3 Real Madrid
  - Groupe D : Atlético de Madrid 0-3 FC Porto
- 9 décembre, Ligue des champions, 6e journée. Les qualifiés pour les huitièmes sont en gras.
  - Groupe E : Olympique lyonnais 4-0 Debrecen VSC
  - Groupe H : Standard de Liège 1-1 AZ Alkmaar
- 12 décembre, Championnat d'Espagne : à Mestalla, le Real Madrid s'impose 3-2 sur le Valence CF.
- 13 décembre : 
  - Marcelino García Toral est limogé de son poste d'entraîneur du Real Saragosse.
  - Championnat d'Angleterre : Arsenal s'impose 2-1 sur la pelouse de Liverpool.
- 15 décembre : Alain Perrin est limogé de son poste d'entraîneur de l'AS Saint-Étienne. Christophe Galtier, son adjoint, le remplace. Cette éviction fait suite à deux lourdes défaites en championnat, sur la pelouse de Lille (4-0) et celle du Paris Saint-Germain (3-0).
- 16 décembre, Coupe du monde des clubs : le FC Barcelone se qualifie pour la finale en battant les Mexicains d'Atlante (3-1). Le Barça affrontera en finale les Argentins d'Estudiantes de La Plata. En marquant le troisième but lors de cette demi-finale, le joueur du Barça Pedro devient le premier joueur de l'histoire du football à marquer dans six compétitions de club différentes au cours de la même saison.
- 19 décembre : 
  - Roberto Mancini devient le nouvel entraîneur de Manchester City. Il remplace Mark Hughes, limogé pour cause de mauvais résultats.
  - Coupe du monde des clubs, finale : sans surprise, le FC Barcelone remporte la Coupe du monde des clubs en battant les Argentins d'Estudiantes de La Plata (2-1 après prolongation). Il s'agit du 6e titre de l'année pour le club catalan.
- 21 décembre : l'Argentin Lionel Messi (FC Barcelone) est élu Meilleur footballeur de l'année par la FIFA.
- 22 décembre : Pasquale Marino est limogé de son poste d'entraîneur de l'Udinese Calcio. Gianni De Biasi le remplace.
- 30 décembre : Gary Megson est renvoyé de son poste de manageur des Bolton Wanderers. Owen Coyle lui succède quelques jours plus tard. Le club occupe la 18e place de la Premier League à mi-championnat.

## Rendez-vous programmés
- du 30 décembre 2008 au 17 janvier 2009 : Coupe du monde de football féminin des moins de 20 ans au Chili
- du 14 au 28 juin : Coupe des confédérations en Afrique du Sud
- du 3 au 26 juillet : Gold Cup 2009 organisée par la CONCACAF
- du 23 août au 10 septembre : Championnat d'Europe féminin en Finlande
- Coupe du monde des moins de 17 ans au Nigeria
- du 9 au 19 décembre : Coupe du monde des clubs de la FIFA aux Émirats arabes unis

## Principaux décès
Plus d'informations : Liste d'acteurs du football morts en 2009.
- 4 janvier : décès à 52 ans de Lei Clijsters, international belge ayant remporté le Soulier d'or en 1988, la Coupe d'Europe des vainqueurs de Coupes en 1988, le Championnat de Belgique en 1989 et de la Coupe de Belgique en 1987 devenu entraîneur[1].
- 6 janvier : décès à 87 ans de Jean-Pierre Bakrim, joueur puis entraîneur français[2].
- 9 janvier : décès à 63 ans de Victor Mosa, joueur français[3].
- 10 janvier : décès à 76 ans de Joaquín Murillo, joueur espagnol ayant remporté la Coupe des villes de foires en 1964 et la Coupe d'Espagne 1964[4].
- 12 janvier : décès à 84 ans d' Albino Friaça Cardoso, international brésilien[5].
- 17 janvier : décès à 79 ans de Tomislav Crnković, international yougoslave.
- 18 janvier : décès à 87 ans de Roger Troisième, joueur français[6].
- 21 janvier : décès à Peter Persidis, international autrichien[7].
- 22 janvier : décès à 23 ans de Clément Pinault, joueur français[8].
- 22 janvier : décès à 92 ans de Francisco Ribas, joueur espagnol[9].
- 24 janvier : décès à 79 ans de Karl Koller, international autrichien ayant remporté le championnat d'Autriche en 1955[10].
- 24 janvier : décès à 39 ans de Fernando Cornejo, international chilien[11].
- 26 janvier : décès à 86 ans d'Ivan Jensen, international danois ayant remporté la médaille de bronze aux Jeux olympiques 1948 et 2 Championnat du Danemark.
- 31 janvier : décès à 81 ans de Pieter Van den Bosch, international belge ayant remporté 4 Championnat de Belgique[12].
- 12 février : décès à 68 ans de Giacomo Bulgarelli, international italien ayant remporté le Championnat d'Europe 1968, le Championnat d'Italie 1964 et 2 Coupe d'Italie[13].
- 15 février : décès à 53 ans de Djordje Milovanović, joueur yougoslave[14].
- 20 février : décès à 86 ans de Joseph Pannaye, international belge devenu entraîneur[15].
- 1er mars : décès à 73 ans d'Elefterios Manolios, joueur français[16].
- 12 mars : décès à 87 ans de Guy Paternotte, joueur français[17].
- 13 mars : décès à 80 ans de Jean Gondouin, joueur français[18].
- 19 mars : décès à 80 ans de Daniel Goutheraud, joueur français[19].
- 28 mars : décès à 72 ans de Henri Konan, international ivoirien ayant remporté la Coupe des clubs champions africains 1966[20].
- 29 mars : décès à 66 ans de Vladimir Fedotov, international Soviétique ayant remporté le Championnat d'Union soviétique en 1970 puis comme entraîneur la Coupe d'Union soviétique en 1981, le Championnat de Bahreïn en 1992, la Coupe de Bahreïn en 1993, le Championnat de Bulgarie en 2000 et la Coupe de Bulgarie en 2000[21].
- 14 avril : décès à 73 ans d'André Moulon, joueur puis entraîneur français[22].
- 16 avril : décès à 97 ans d'Alfonso Huapaya, joueur péruvien devenu entraîneur ayant remporté 2 Championnat du Pérou. Il fut également sélectionneur de son pays[23].
- 24 avril : décès à 102 ans de Maxime Lehmann, joueur franco-suisse ayant remporté 2 Championnat de France et la Coupe de France en 1937[24].
- 13 mai : décès à 76 ans de Norbert Eschmann, joueur suisse ayant remporté le Championnat de Suisse 1965 devenu entraîneur[25].
- 14 mai : décès à 84 ans de César Ruminski, international français ayant remporté le Championnat de France 1954 et la Coupe de France 1953[26].
- 16 mai : décès à 66 ans de Sándor Katona, joueur hongrois ayant remporté la médaille d'or aux Jeux olympiques 1964, 2 Championnat de Hongrie et la Coupe de Hongrie 1964[27].
- 20 mai : décès à 72 ans d'Alan Kelly Sr, international Irlandais devenu entraîneur[28].
- 28 mai : décès à 87 ans d'Ercole Rabitti, joueur italien ayant remporté la Coupe d'Italie 1942.
- 2 juin : décès à 91 ans de Luis Cazorro, joueur puis entraîneur français[29].
- 20 juin : décès à 82 ans de Joseph Ibáñez, joueur puis entraîneur français[30].
- 4 juillet : décès à 87 ans de Stanislas Staho, joueur franco-polonais.
- 5 juillet : décès à 63 ans de Robert Louis-Dreyfus, actionnaire majoritaire de l'Olympique de Marseille[31].
- 16 juillet : décès à 60 ans de Serge Barrientos, joueur français[32].
- 17 juillet : décès à 88 ans de Marcel Poblome, joueur français ayant remporté la Coupe de France 1944[33].
- 22 juillet : décès à 91 ans de José Balbuena, international chilien ayant remporté le Championnat du Pérou 1938 et le Championnat du Chili 1940.
- 22 juillet : décès à 71 ans de Max Alauzun, joueur français[34].
- 24 juillet : décès à 47 ans de Zé Carlos, international brésilien ayant remporté la Copa América 1989, le Championnat du Brésil en 1987 et la Coupe du Brésil en 1990[35].
- 31 juillet : décès à 76 ans de Bobby Robson, international anglais devenu entraîneur ayant remporté la Coupe d'Europe des Vainqueurs de Coupe en 1997, la Coupe de l'UEFA en 1981, 2 Championnat des Pays-Bas, 2   Championnat du Portugal, la Coupe d'Angleterre en 1978, la Coupe du Portugal en 1994 et de la Coupe d'Espagne en 1997. Il fut également sélectionneur de son pays[36].
- 8 août : décès à 26 ans de Daniel Jarque, joueur espagnol ayant remporté la Coupe d'Espagne en 2006[37].
- 10 août : décès à 66 ans de Francisco Valdés, international chilien ayant remporté 2 Championnat du Chili[38].
- 11 août : décès à 83 ans de Lazare Gianessi, international français[39].
- 13 août : décès à 73 ans de Jacques Bernard, joueur puis entraineur français[40].
- 31 août : décès à 92 ans de Torsten Lindberg, international suédois ayant remporté la médaille d'or aux Jeux olympiques 1948, 6 Championnat de Suède et 2 Coupe de Suède puis comme entraîneur 2 Championnat de Suède[41].
- 9 septembre : décès à 81 ans de Léon Glovacki, international français ayant remporté 3 Championnat de France devenu entraîneur[42].
- 11 septembre : décès à 65 ans de Jean-François Prigent, joueur français ayant remporté la Coupe de France 1965[43].
- 27 septembre : décès à 76 ans de René Bliard, international français ayant remporté 2 Championnat de France et la Coupe de France en 1958[44].
- 28 septembre : décès à 55 ans de Best Ogedegbe, international nigérian ayant remporté la Coupe d'Afrique des nations 1980, le Championnat du Nigeria 1980 et 2 Coupe du Nigeria[45].
- 1er octobre : décès à 64 ans de Mangué Cissé, international ivoirien[46].
- 1er octobre : décès à 55 ans de Jean-Paul Monvoisin, joueur français[47].
- 2 octobre : décès à 58 ans de Rolf Rüssmann, international allemand ayant remporté la Coupe d'Allemagne1972[48].
- 9 octobre : décès à 75 ans de Horst Szymaniak, international ouest-allemand[49].
- 9 octobre : décès à 88 ans de Valentin Nikolaïev, international Soviétique aynt remporté 5 championnat d'URSS et 3 coupe d'URSS puis comme entraîneur le championnat d'URSS 1970[50].
- 19 octobre : décès à 79 ans de Gabriel Rossi, joueur français[51].
- 28 octobre : décès à 73 ans de Michel Cartau, joueur français.
- 30 octobre : décès à 65 ans de František Veselý, international tchécoslovaque ayant remporté l'Euro 1976 et 2 Championnat de Tchécoslovaquie[52].
- 7 novembre : décès à 52 ans de Moncef Djebali, joueur tunisien[53].
- 10 novembre : décès à 32 ans de Robert Enke, international allemand ayant remporté le Championnat de Turquie 2004[54].
- 12 novembre : décès à 80 ans de Willy Kernen, international suisse ayant remporté 2 Championnat de suisse et 5 Coupe de Suisse[55].
- 15 novembre : décès à 31 ans d'Antonio de Nigris, international mexicain ayant remporté la Copa Libertadores 2004[56].
- 22 novembre : décès à 90 ans de Juan Carlos Muñoz, international argentin ayant remporté la Copa América 1945 et 4 Championnat d'Argentine[57].
- 25 novembre : décès à 67 ans de Josip Gucmirtl, joueur yougoslave ayant remporté la Coupe des villes de foires 1967 et la Coupe de Yougoslavie 1969.
- 26 novembre : décès à 75 ans de Nikola Kovachev, international bulgare ayant remporté la médaille de bronze aux Jeux olympiques 1956, 13 Championnat de Bulgarie et 6 Coupe de Bulgarie devenu entraîneur[58].
- 14 décembre : décès à 75 ans d'Alan A'Court, international Anglais ayant remporté le Championnat d'Angleterre de football en 1964[59].
- 17 décembre : décès à 77 ans de Michel Leblond, international français ayant remporté 4 Champion de France et la Coupe de France 1958.
- 17 décembre : décès à 84 ans de Juan Romay, joueur argentin ayant remporté 4 Championnat d'Uruguay[60].
- 22 décembre : décès à 74 ans d'Albert Scanlon, joueur Anglais ayant remporté 2 Championnat d'Angleterre[61].